# IC 111
IC 111 је ознака објекта на координатама са ректансцензијом 1h 25m 49,2s и деклинацијом + 33° 30" 16'. Открио га је Гијом Бигурдан, 5. новембра 1885. Каснијим посматрањима на том положају није уочен никакав астрономски објекат.